# Jiří Kodet (odbojář)

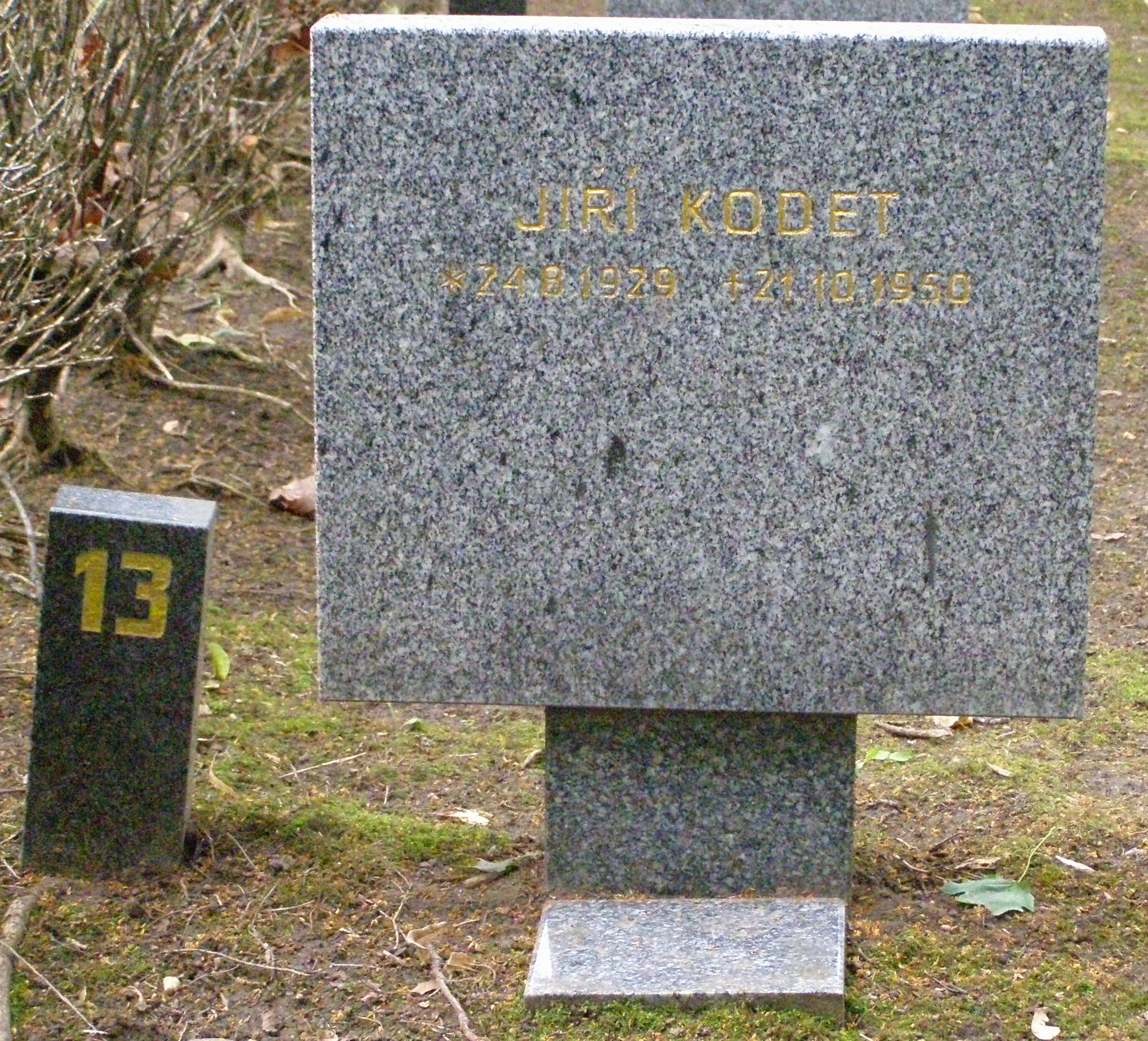
Symbolický hrob na Čestném pohřebišti popravených a umučených z padesátých let (III. odboj) na Ďáblickém hřbitově v Praze

Jiří Kodet (24. srpna 1929 Zdice – 21. října 1950 Věznice Pankrác) byl český úředník a protikomunistický odbojář odsouzený v politickém procesu komunistickým režimem k trestu smrti a v roce 1950 popraven.

## Životopis
Narodil se v roce 1929 ve Zdicích.

### Po únoru 1948
V květnu 1950 začal jako zaměstnanec pracovat v uranovém dole Rovnost. Brzy se však sblížil s některými trestanci, kterým pomohl z tábora v srpnu 1950 uprchnout. Sám byl ovšem zadržen příslušníky Státní bezpečnosti. Jeden z prchajících vězňů navíc postřelil člena ostrahy.
V říjnu 1950 byl v politickém procesu konaném v Jáchymově odsouzen za trestné činy velezrady a vyzvědačství k trestu smrti. Proces s jeho osobou, a trestancem Oldřichem Vogelem, který byl rovněž zadržen, byl přitom uměle připojen k procesu se skupinou, která utekla z tábora v Mariánské. Proti verdiktu se ještě neúspěšně odvolal. O pouhé dva týdny později tak byl společně s Václavem Tipplem, Jaroslavem Kyselou a Jiřím Janouchem popraven.
V listopadu 2009 byl na hřbitově ve Zdicích instalován náhrobek s jeho jménem. Tentýž náhrobek pak připomíná rovněž dalšího rodáka z obce, protikomunistického odbojáře Karla Bacílka.